# Albeck
Albeck is een gemeente in de Oostenrijkse deelstaat Karinthië, en maakt deel uit van het district Feldkirchen.
Albeck telt 1076 inwoners.

## Afbeeldingen

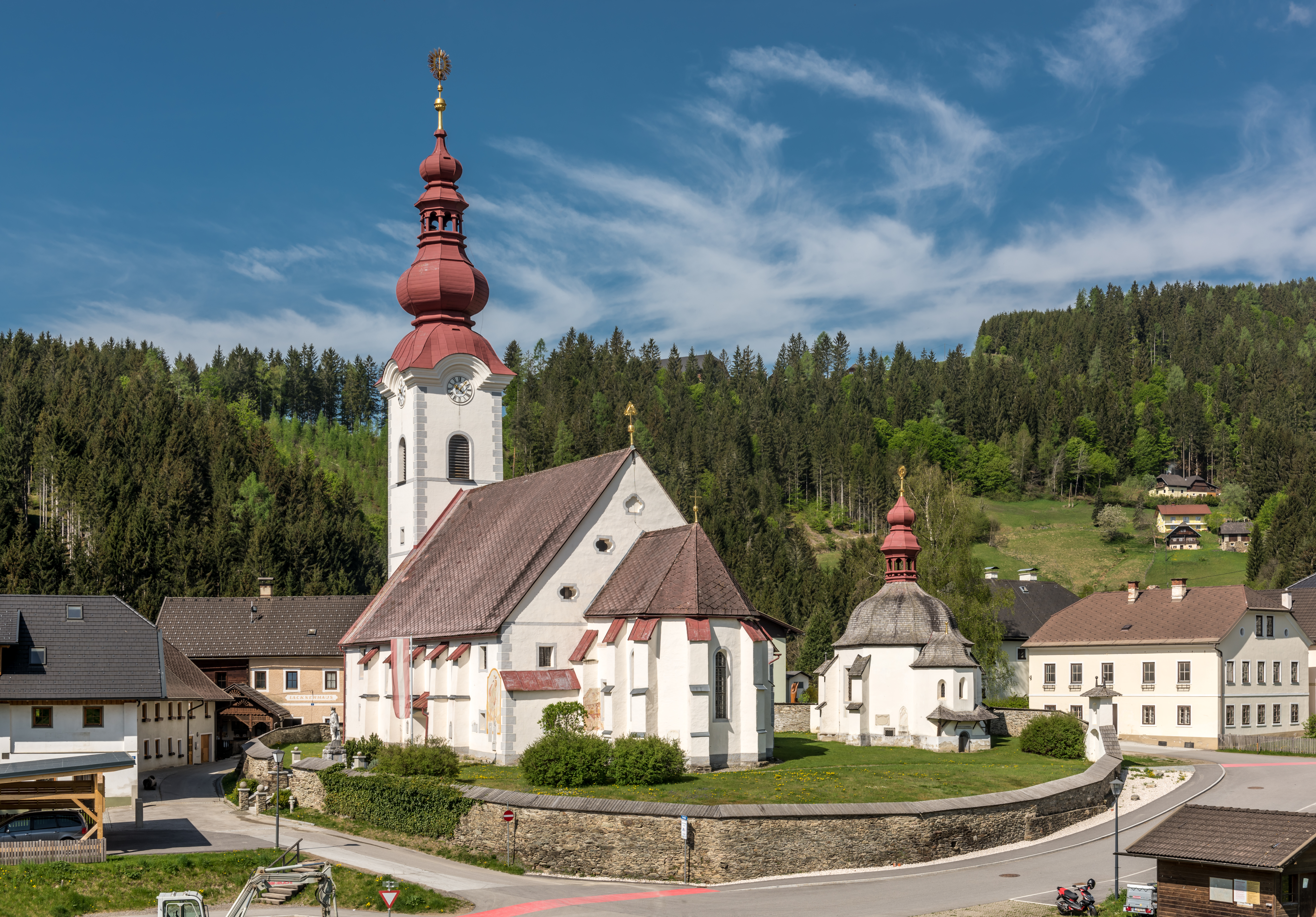
Pfarrkirche, Sirnitz
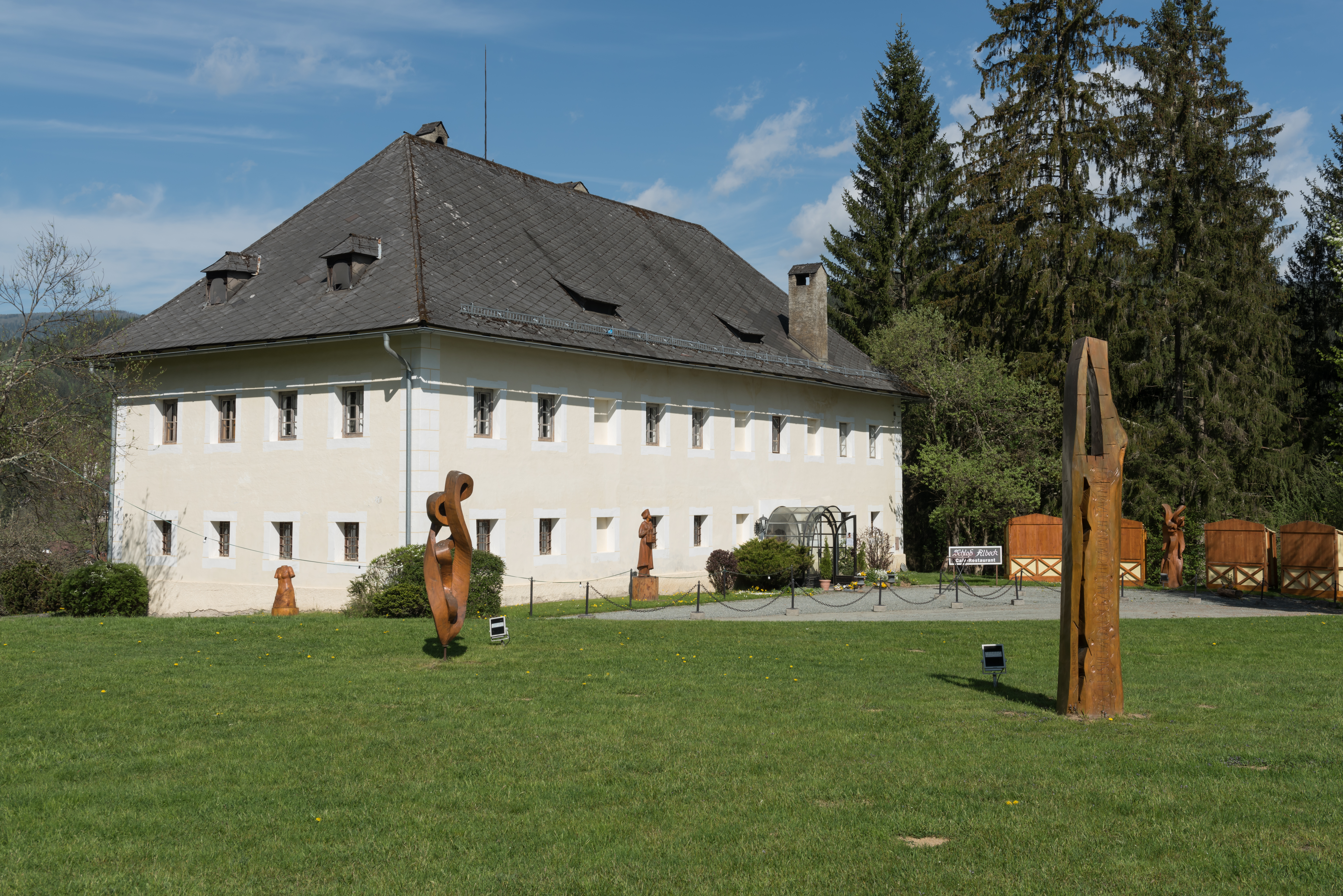
Schloss Albeck
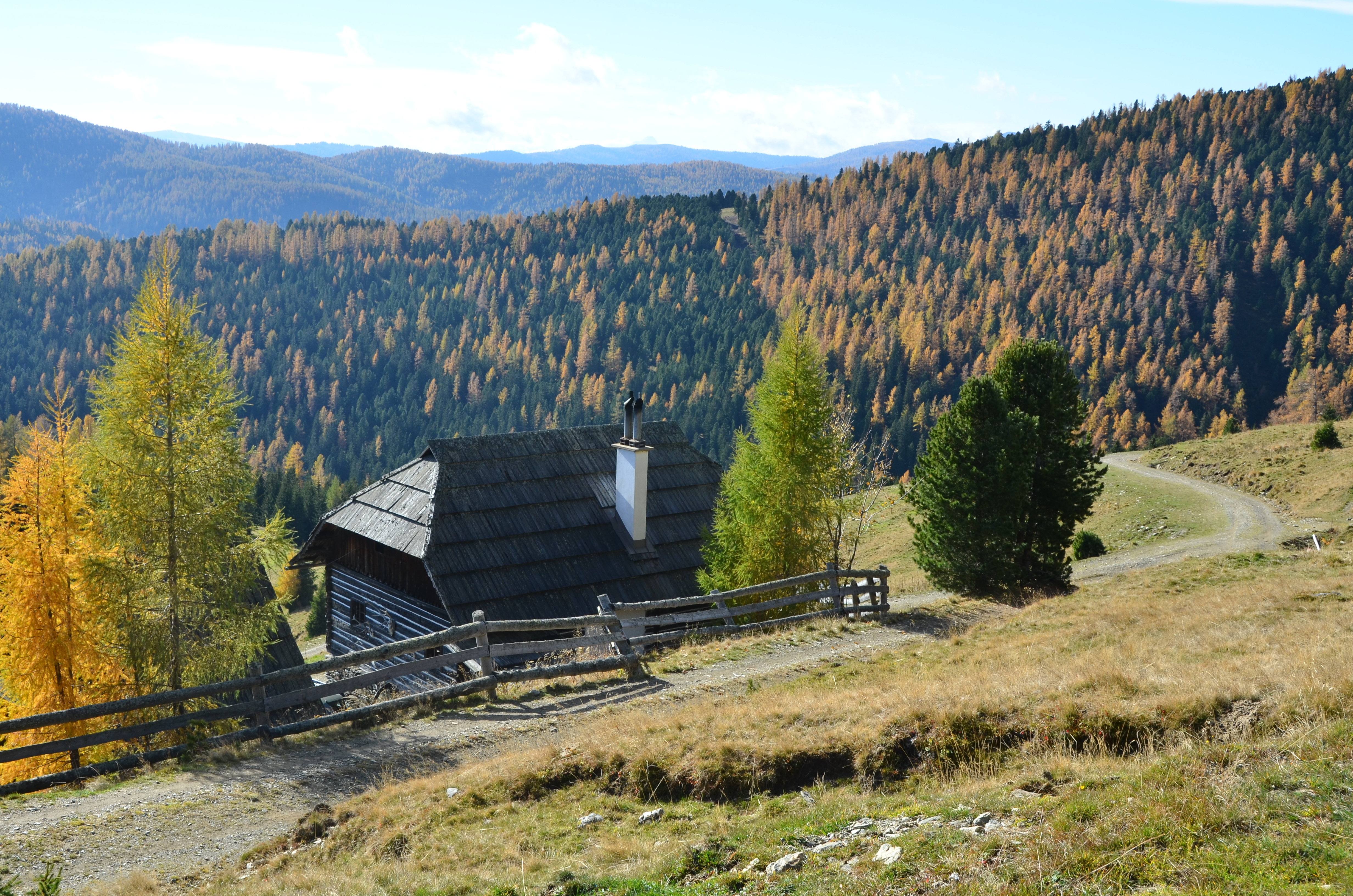
Maierhütte
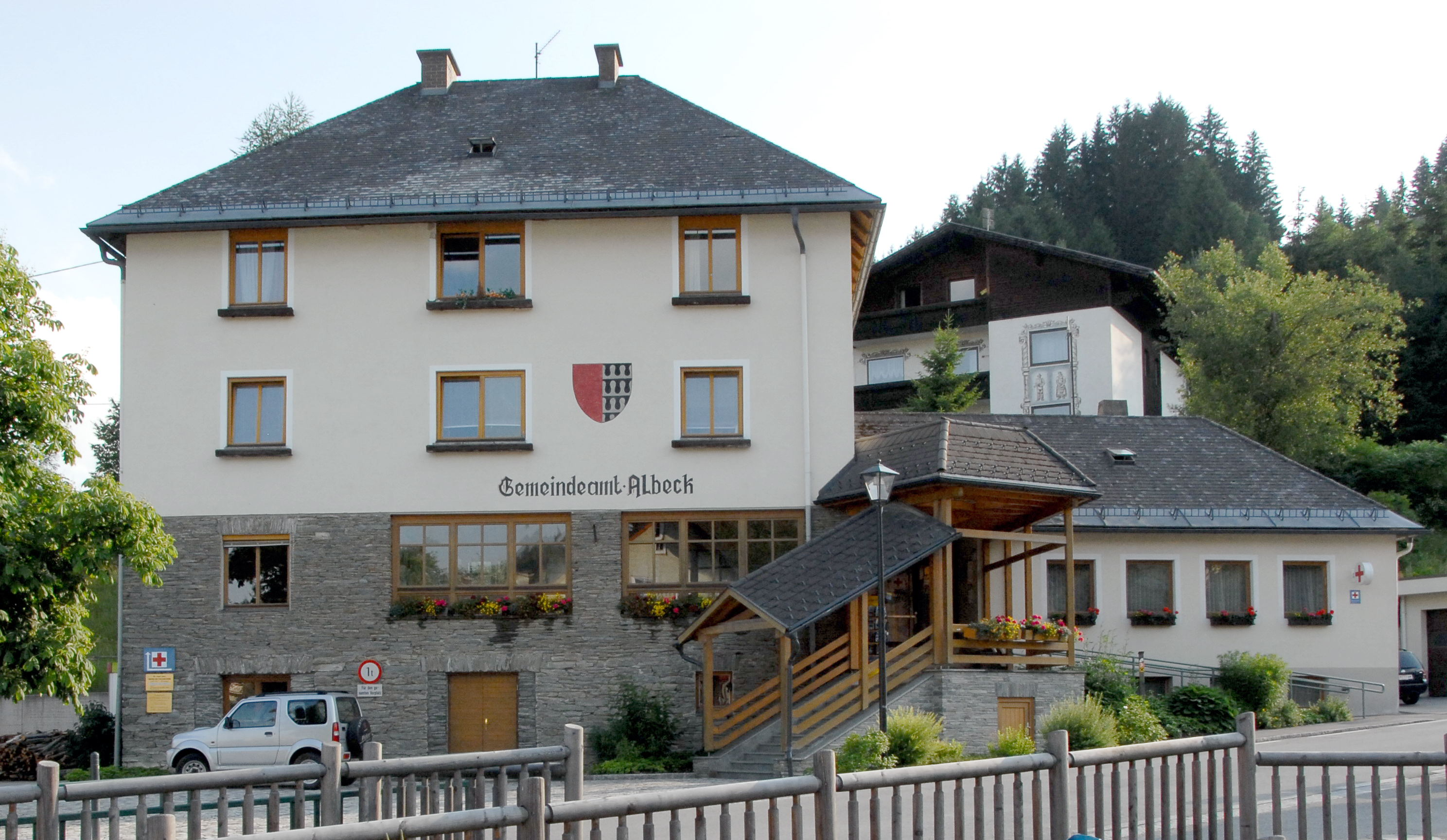
Gemeentehuis

Albeck · Feldkirchen · Glanegg · Gnesau · Himmelberg · Ossiach · Reichenau · Sankt Urban · Steindorf am Ossiacher See · Steuerberg
- Gemeinsame Normdatei: 4341780-2
- Library of Congress Control Number: n95081300
- Nationale Bibliotheek van Israël: 987007531143205171
- Virtual International Authority File: 124496885
- WorldCat: E39PCjJ8xJcbVkKvXgTdWVVCjP